# Djongdong
Djongdong (ou Djondong, Djong Dong) est une localité de la commune de Wina, au Cameroun. Elle est située dans la région de l'Extrême-Nord, dans le département du Mayo-Danay, à la frontière avec le Tchad.

## Situation géographique
La localité de Djongdong est située à environ 5 km, à vol d'oiseau, ou 10 km, par la route, de Djengreng, sur les rives du lac Fianga.

## Situation administrative
Djongdong est le chef-lieu de l'arrondissement. On y trouve un chef de canton. C'est aussi la sous-préfecture, où siège le sous-préfet.

## Climat
Le climat dominant à Djongdong est un climat de steppe, avec quatre mois de mousson de juin à septembre. La température moyenne y est de 28 °C. En période sèche, les précipitations moyennes sont de 15 mm par mois, alors qu'elles sont de 173 mm par mois en période de mousson.

## Population
Lors du recensement de 2005, on ya dénombré 2 227 habitants. La densité moyenne fait partie des plus élevées dans la commune, avec 141 hab./km2. Sa population connait une lente augmentation depuis la fin des années 1960.

## Infrastructures
On trouve une école maternelle, une école primaire, un lycée d'enseignement général et un CETIC (Collège d'enseignement technique, industriel et commercial) à Djongdong.
Il y a aussi un complexe sportif ainsi qu'un centre médical d'arrondissement.